# Tele2
Tele2 Sverige AB è un operatore di telecomunicazione svedese, presente in 24 Paesi.
Fondato nel 1993, fornisce servizi come operatore telefonico di rete fissa, televisione via cavo, telefonia mobile e per collegamenti a Internet (ISP).

## Storia
Tele2 iniziò come azienda di telecomunicazioni in Svezia verso la fine degli anni del 1970 dall'azienda Industriförvaltnings AB Kinnevik. Nel 1981, un gestore di telefonia mobile chiamato Comvik iniziò a fornire servizi di telefonia mobile alternativa per Telia. Nel 1986, Kabelvision iniziò ad offrire servizi di televisione via cavo. Nel 1988, Comvik cambiò nome diventando Comviq quando la compagnia ottenne la licenza sul GSM e iniziò a fornire nel 1992.
Nel 1991, Industriförvaltnings AB Kinnevik avviò Tele2 come il primo ISP della Svezia e nel 1997 con la liberalizzazione del telefono in Svezia, Tele2 iniziò a offrire chiamate internazionali.
Nel 1997, le tre compagnie di Comviq, Kabelvision, e Tele2 si unirono utilizzando il marchio Tele2 nei servizi di telefonia fissa e Comviq nei servizi di telefonia mobile. La compagnia ha avuto anche uno sviluppo internazionale con l'acquisizione di compagnie in Estonia, Lettonia, Russia e Francia. Oggi Tele2 fornisce servizi come principale compagnia telefonica nelle nazioni nordiche e baltiche, oltre ad essere gestore alternativo in molte altre nazioni.
Tele2 attualmente opera in Svezia, Norvegia, Danimarca, Finlandia, Estonia, Lettonia, Lituania, Russia, Germania, Austria, Polonia, Repubblica Ceca, Ungheria, Croazia, Francia, Svizzera, Portogallo, Paesi Bassi, Lussemburgo, Liechtenstein e nel Belgio. Le filiali in Gran Bretagna e Irlanda sono state cedute, alla fine del 2005, a Carphone Warehouse.
Dall'ottobre 2007 Tele2 non è più presente in Italia e Spagna, avendo venduto le sue divisioni locali alla Vodafone.
Nel 2016 diventa partner ufficiale dell'Eurovision Song Contest 2016.
Il suo sviluppo più recente è stato come compagnia televisiva Tango TV (T.TV) in Lussemburgo.

Paesi dove Tele2 opera attualmente
Paesi dove Tele2 non opera più

     Paesi dove Tele2 opera attualmente
     Paesi dove Tele2 non opera più

## In Italia
Tele2 Italia S.p.A. è stata la filiale italiana di Tele2 Sverige AB attiva da aprile 1999 fino a dicembre 2007.
Ha richiesto la liberalizzazione da Telecom Italia, ovvero l'unbundling, riconosciuta solo a Infostrada e a Fastweb.
Nell'estate 2005 ha cominciato ad offrire l'ADSL nelle grandi città tra cui Milano e Roma in unbundling, per poi estendere rapidamente il servizio anche in altre numerose zone d'Italia.
Da gennaio 2006 offre la possibilità ai propri clienti di staccarsi da Telecom Italia.
Nell'autunno 2007 ha inserito nel proprio servizio ADSL una funzione di filtraggio del traffico P2P.
Il 6 ottobre 2007 Tele2 Italia S.p.A., come avvenuto anche in Spagna, viene acquisita da Vodafone Omnitel N.V. per 775 milioni di euro. Tale operazione è completata a dicembre.
Tele2 Italia S.p.A. ha così cambiato nome in Opitel S.p.A., mantenendo transitoriamente il marchio Tele2.
Poiché, a seguito di questa operazione, Tele2 Italia S.p.A. non è più in alcun modo legata a Tele2 Sverige AB, si è provveduto a cambiare il nome dell'operatore, che dal 4 gennaio 2010 è diventato TeleTu S.p.A.